# Monochamus ochreomarmoratus
Monochamus ochreomarmoratus là một loài bọ cánh cứng trong họ Cerambycidae.